# De Troostembergh

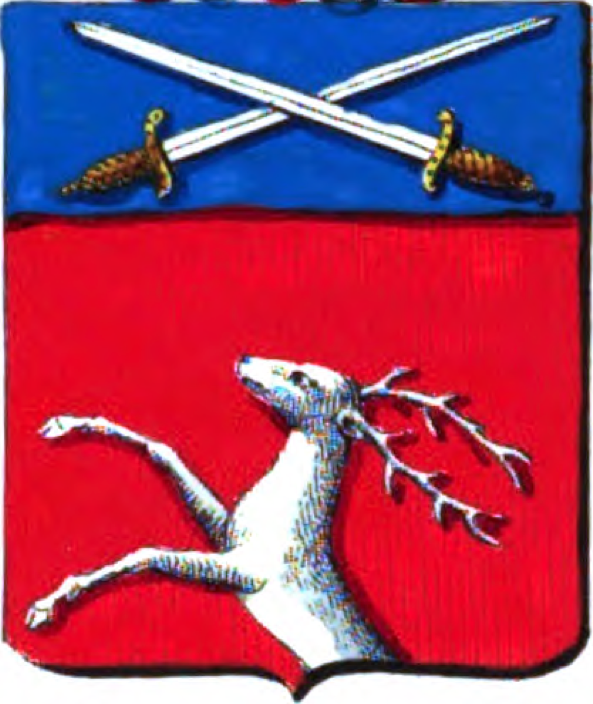
Wapen van de familie de Troostembergh

De Troostembergh is een Zuid-Nederlandse adellijke familie.

## Geschiedenis
De Troostembergh was een notabele familie uit het Leuvense, met archieven opklimmende tot in de veertiende eeuw.
François-Maximilien de Troostembergh (1727-1788) en Marie-Thérèse de la Hamaide (1731-1820) waren de ouders van de hierna volgende drie broers.

## Isidore de Troostembergh
Isidore Maximilien Martin de Troostembergh (Leuven, 1 augustus 1765 - 23 december 1830), gemeenteraadslid van Leuven, trouwde in 1794 met Anne-Marie de Spoelberch (1767-1834). Ze hadden een enige dochter, die als kind overleed. Hij werd in 1822 in de erfelijke adel erkend.

## Jérôme de Troostembergh
Jérôme Charles Joseph de Troostembergh (1766-1823) werd op 29 oktober 1822 erkend in de erfelijke adel. Hij stierf op 8 februari 1823, zonder de open brieven te hebben gelicht. Hij bleef vrijgezel.

## Joseph de Troostembergh
- Joseph Norbert Jean de Troostembergh (Leuven, 30 juni 1770 - 31 maart 1830) werd in 1822 samen met zijn beide broers in de erfelijke adel erkend. Hij trouwde met Anne-Marie Everaerts (1773-1855).
  - Guillaume Joseph Lucien de Troostembergh (1810-1885) trouwde met Adèle de Ryckman de Betz (1812-1848), met wie hij drie kinderen kreeg. Hij hertrouwde met Constance de Moreau (1822-1873).
    - Lucien de Troostembergh (1838-1906), doctor in de rechten, werd burgemeester van Houwaart. Hij trouwde met Ghislaine de Dieudonné (1837-1867), dochter van de burgemeester van Korbeek-Lo. Ze kregen vijf kinderen.
      - Maximilien de Troostembergh (1861-1925) trouwde met Anna Wouters (1860-1943). Het echtpaar bleef kinderloos. Hij was burgemeester van Houwaart en directeur van de Annuaire de la noblesse belge. In 1911 kreeg hij de persoonlijke titel baron.
      - Louis de Troostembergh (1862-1890) trouwde met Caroline de Montpellier (1866-1942), dochter van volksvertegenwoordiger en gouverneur van Namen Charles de Montpellier.
        - Jean-Marie de Troostembergh de Troostembergh (1888-1964) trouwde met gravin Ghislaine d'Aspremont Lynden (1887-1952) en ze kregen twee zoons. Jean werd geadopteerd door zijn oom Maximilien en kreeg in 1919 de titel baron, overdraagbaar bij eerstgeboorte. Hij werd kanselier van de Belgische vereniging van ridders van de Orde van Malta. Hij was een van de negen stichters van de Vereniging van de Belgische adel in 1936.
          - Maxime de Troostembergh (1919-2012) trouwde met Marie-Emilie Blondeau (1922-2014). Ze kregen zeven kinderen, met afstammelingen tot heden.
          - Charles de Troostembergh de Troostembergh (1923-1994), trouwde met Hélène de Hemptinne (1929- ). Ze kregen eveneens zeven kinderen, met afstammelingen tot heden. In 1956 kreeg Charles de baronstitel, overdraagbaar bij eerstgeboorte.

Het Kasteel van Kleerbeek in Houwaart is sinds 1807 eigendom van de familie de Troostembergh. In 2010-2011 werd het, nog steeds eigendom en bewoond door kinderen van Charles de Troostembergh de Troostembergh, grondig gerenoveerd.